# Pinocchio (film din 1992)
Pinocchio, de asemenea, cunoscut sub numele de The Legend of Pinocchio este un film de desene animate pentru copii, bazat pe cartea „Pinocchio„ de Carlo Collodi. A avut premiera pe casetă video la 11 aprilie 1992